# The Jimi Hendrix Concerts
The Jimi Hendrix Concerts uživo je album američkog glazbenika Jimija Hendrixa, postumno objavljen u kolovozu 1982. godine od izdavačke kuće Reprise Records.
Album sadrži jedanaest pjesama sa šest različitih koncerata održanih između 1968. i 1970. godine.

## Popis pjesama
| 1. | »Fire«               |  | 3:43 |
| 2. | »I Don't Live Today« |  | 6:50 |
| 3. | »Red House«          |  | 8:45 |

| 1. | »Stone Free«           |  | 10:39 |
| 2. | »Are You Experienced?« |  | 6:46  |

| 1. | »Little Wing«    |              | 3:54 |
| 2. | »Voodoo Chile«   |              | 7:10 |
| 3. | »Bleeding Heart« | Elmore James | 7:39 |

| 1. | »Hey Joe«                                  | Billy Roberts | 4:50 |
| 2. | »Wild Thing«                               | Chip Taylor   | 3:31 |
| 3. | »Hear My Train A Comin'«                   |               | 8:27 |
| 4. | »Foxey Lady« (Bonus skladba na CD izdanju) |               | 4:46 |

## Detalji snimanja
- Skladbe A1, C1 i D2 snimljene su u Winterland Areni, San Francisco, Kalifornija, Sjedinjene Države, 12. listopada 1968.
- Skladba A2 snimljena u San Diego Sports Areni, San Diego, kalifornija, SAD, 24. svibnja 1969.
- Skladba A3 snimljena je u New York Popu, Downing stadionu, Randall's Island, New York, SAD, 17. srpnja 1970.
- Skladbe B1 i C3 snimljene u Royal Albert Hallu, London, Engleska, 24. veljače 1969.
- Skladbe B2, C2 i D3 snimljene su u the Winterland Areni, San Francisco, Kalifornija, SAD, 10. listopada 1968.
- Skladba D1 snimljena je u Berkeley Community Theatru, Berkeley, Kalifornija, SAD 5. svibnja 1970. (1. nastup)
- Skladba D4 snimljena je u The Forumu, Los Angeles, Kalifornia, SAD, 26. travnja 1969.

## Izvođači
- Jimi Hendrix – električna gitara, vokal
- Mitch Mitchell – bubnjevi
- Noel Redding – bas-gitara
- Billy Cox – bas u pjesmama A3 i D1